# Žičniška nesreča na žičnici Stresa–Mottarone
23. maja 2021 se je žičniška gondola na žičnici Stresa - Alpino - Mottarone snela s kabla, ko se je ta zataknil približno 100 metrov pod vrhom Mottarona, gore blizu jezera Maggiore v severni Italiji. V nesreči je umrlo 14 ljudi, en otrok je bil hudo poškodovan. Reševanje so vodili nacionalni alpsko-speleološki reševalci.

## Ozadje nesreče
Žičnica Stresa - Alpino - Mottarone je fiksna žičnica, oblika žičnice, pri kateri so gondole obešene na fiksni kabel, premikajo pa se s pomočjo vlečnega kabla. Linijo Stresa - Mottarone sestavljata dva odseka, vsak ima dve gondoli in potniki na pol poti prestopijo v drugo kabino.
Izgradnja žičnice se je pričela leta 1967, izvajalo ga je podjetje Poscio pod vodstvom arhitekta Maria Cracchija iz bližnjega Bavena. Posebne dele konstrukcije linije je izvedel Piemonte Funivie iz Torina. Prvotne kable je izdelalo podjetje Westfälische Drahtindustrie GmBH v Hammu v Nemčiji. Zadnja nadgradnja gondol je bila izvedena leta 2002 s strani Poma Italie. Leitner Ropeways je med leti 2014 in 2016 zamenjal tudi kable. 
Na novinarski konferenci je južnotirolska družba Leitner objavila dokumente o vzdrževanju žičnice, med drugim datume in vzroke popravil, prav tako pa tudi rezultate varnostnih pregledov, ki so bili vsi opravljeni v skladu z varnostnimi pravili.
- 3. maja 2021 so bile preverjene hidravlične zavore vozičkov.
- Od 29. marca do 1. aprila 2021 so zaposleni v Leitnerju preverili vse mehanske varnostne komponente.
- Decembra 2020 je bila testirana samodejna zavora z obema kabinama; test je vključeval simulirano prekinitev vlečne vrvi.
- Novembra 2020 je Leitner z magnetno indukcijo preveril vse kable, tudi nosilne.

Družba je navedla, da je dnevno oziroma tedensko preverjanje in vzdrževanje infrastrukture skladno s predpisanimi navodili za uporabo.
Zaradi omejitev pandemije covida-19 žičnica nekaj časa ni delovala. Vozički so bili sprva zasnovani za hkratni prevoz 47 ljudi, vendar je bila ta številka ob ukrepih za preprečevanje pandemije zmanjšana na 19.

## Nesreča
Nesreča se je pripetila med vzpenjanjem po zgornjem delu od srednje postaje v Alpinu proti vrhu. Po zaskočitvi vlečnega kabla je gondola nekaj časa visela, dokler ni udarila ob pilon in padla 54 metrov globoko po pobočju. Kabina se je ustavila šele po trčenju v drevesa. Očividci so tik pred trkom slišali tudi glasen švis, tega naj bi povzročilo strganje enega izmed kablov. Ob udarcu je nekaj ljudi, ki so umrli ob udarcu, vrglo izven gondole. Televizijski posnetki so kasneje pokazali zaskočen, tanjši vlečni kabel, ki je visel s pilona.

## Žrtve
Na kraju nesreče je umrlo 13 ljudi, dva otroka, ki sta bila huje poškodovana, pa sta bila prepeljana v pediatrično bolnišnico v Torino. Eden izmed otrok je kasneje umrl zaradi srčnega zastoja, kar je povečalo smrtni davek na skupno 14. Preminule so identificirali, od tega 8 italijanskih državljanov, izmed katerih so bili 3 iz Vedano Olone, 2 iz Vareseja, 2 iz Barija in 1 iz Cosenze. Poleg 8 Italijanov so identificirali še Iranca in petčlansko razširjeno družino iz Izraela. Edini preživeli je petletni sin izraelske družine.
Nesreča je bila najsmrtonosnejša žičniška nesreča v Italiji po katastrofi na žičnici Cavalese leta 1998.

## Preiskava
3 uslužbenci operatorja žičnice so bili aretirani 26. maja. Eden izmed njih je bil tudi zaposlen v Leitnerju, vendar pa je pri operaterju zaposlen kot samostojni sodelavec. Po navedbah policije so ti namerno izključili samodejno zasilno zavoro, saj je okvara večkrat povzročila zaustavitev kabin.
Po ponovnem pričetku obratovanja 25. aprila je žičnica pokazala določene nepravilnosti. Navkljub temu so gondole potovale še nekaj dni in opravile več voženj. 3. maja so na tehničnem pregledu odpravili »neučinkovitosti«, vendar pri tem niso bili »zadostni« za popravilo težav, so poročali preiskovalci. Na podlagi fotografij kraja nesreče so ugotovili, da je bila vsaj ena zavora onemogočena z jekleno objemko, ki je običajno uporabljena med tehničnimi posegi. V primeru pravilnega delovanja zasilnih zavor, bi kabina po zaskoku kabla ostala mirna. Poteza je bila izvedena v prepričanju, da »se utrganje kabla ne bi nikoli pripetilo.« Operativni manager je priznal, da so se manipulacije z zasilno zavoro dogajale. Zaradi puščanja hidravličnega olja, ki ni bilo popravljeno, se je večkrat lažno sprožila zasilna zavora in ta je bila zavoljo operativnosti žičnice izključena. Zakaj se je kabel strgal, še vedno ni znano.
Švicarski žičničarski tehnik je na Youtubu objavil slike, ki prikazujejo gondole z zagozdeno zavoro že v letih 2014 in 2018. Zaradi zagozditve glavne zavore se je pripetilo že več nesreč, med drugim tudi nesreča v Tbilisiju leta 1990.

## Sodne odločitve
Šestletni deček, ki je padec preživel, je bil s strani dedka po mamini strani odpeljan nazaj v Izrael navkljub njegovi izročitvi teti po očetovi strani. Izraelsko sodišče je oktobra 2021 sprejelo že prvotno odločitev, to je izročitev teti v Italiji. Dedkove argument, da bi se dečkovi starši vrnili, so zavrnili.